# Гольц, Александр Матвеевич
Алекса́ндр Матве́евич Гольц (род. 26 октября 1955, Москва, РСФСР, СССР) — советский и российский журналист.

## Биография
В 1978 году окончил факультет журналистики МГУ имени М. В. Ломоносова.
С 1980 по 1996 год работал в редакции центральной газеты Министерства обороны «Красная звезда». На протяжении шести лет вёл еженедельную рубрику «Тема недели», в которой освещались самые важные проблемы российской внешней и внутренней политики. С октября 1996 по апрель 2001 года — военный обозреватель журнала «Итоги».
С октября 2001 года — заведующий отделом политики политического издания «Еженедельный журнал». С 2003 года — заместитель главного редактора «Еженедельного журнала».
С 2005 года — первый заместитель главного редактора Интернет-издания «Ежедневный журнал».
2012—2015 гг. — колумнист газеты The Moscow Times.
2011—2012 гг. — автор и ведущий программы «Разговорчики в строю» Сетевого Общественного телевидения.
Его журналистская деятельность охватывает широкий круг политических и военных тем — как международных, так и внутренних.
Провёл год в Стэнфордском университете (США) в Центре международной безопасности и сотрудничества, где работал над рукописью о военной реформе в России. Там он завершил свою работу «Российская Армия: одиннадцать потерянных лет». Его материалы публиковались в еженедельнике Jane's Defence Weekly.
С 2004 года — член Комитета «2008: Свободный выбор». В 2005 году был одним из основателей Объединённого гражданского фронта (ОГФ) — политической организации, возглавляемой Гарри Каспаровым. Член федерального совета ОГФ. 10 марта 2010 года подписал обращение «Путин должен уйти».

## Некоторые публикации
на русском языке
- Россия: новые параметры безопасности (1995, в соавт.);
- Армия России: одиннадцать потерянных лет. М., 2004. (вышла также в американском издательстве MIT Press).
- Российский милитаризм — препятствие модернизации страны. М., 2005.
- Бремя милитаризма // Отечественные записки. — 2005. — № 5 (26)
- Реформа, прерванная на полпути // Отечественные записки. — 2014. — № 3 (60).
- Военная реформа и российский милитаризм. СПБ, 2019 (опубликована также Jamestown Foundation)
- Пережить холодную войну. Опыт дипломатии. АСТ, Москва 2021

на других языках
- Russland auf dem Weg zum Rechtsstaat Antworten aus der Zivilgesellschaft (2003, в соавт.) — в редакции Германского института по правам человека.

## Награды
В 2013 получил премию имени Герда Буцериуса «Свободная пресса Восточной Европы» (Gerd Bucerius-Förderpreis Freie Presse Osteuropas).